# RS Telescopii
RS Telescopii är en eruptiv variabel av RCB-typ (RCB) i stjärnbilden Kikaren.
Stjärnan har magnitud +9,6 och når i förmörkelsefasen ner till +15,34. 